# Arteterapeutické metody
Mezi arteterapeutické metody spadá obrovské množství technik za použití různých materiálů. Nejčastěji sem spadá kresba, malba, modelování a mnoho dalších. Arteterapeutické metody mohou být strukturované (klientovi je zadáno určité téma či podnět, na základě kterého tvoří), či nestrukturované (klient může volně tvořit cokoli chce) . Nedílnou součástí arteterapie je pak kromě tvorby samotné především reflexe, vyjádření se k výtvoru ze strany klienta, ale také ze strany terapeuta a nějaká forma diskuze o vytvořeném díle.

## Arteterapie
Pro bližší popis arteterapeutických metod je nejprve třeba přiblížit si definici arteterapie. Arteterapii můžeme definovat obecně jako léčbu uměním, v takovém případě bude pod tento termín spadat například i muzikoterapie, dramaterapie a tanečně-pohybová terapie, z nichž každá zahrnuje množství terapeutických metod. Mnoho studií potvrdilo, že tyto „alternativní“ terapie mají velké množství pozitivních účinků. Pomáhají například s redukcí stresu a úzkostí . Dále skrze kreativní komunikaci pomáhají s vyjádřením pocitů, obav, konfliktů, různých problémů a s jejich následným řešením .
Na druhou stranu můžeme arteterapii definovat v užším slova smyslu. V tom případě arteterapii definujeme jako terapii zahrnující především výtvarnou tvorbou, jakou je například kreslení, malba či modelování. Například Česká arteterapeutická asociace arteterapii definuje jako terapeutický obor využívající výtvarnou tvorbu k podpoře zdraví, seberozvoje a růstu. Právě tímto užším pojetím arteterapie se budeme zabývat v tomto článku.
Druh arteterapeutických metod se také do určité míry odvíjí od typu arteterapie. Arteterapie může mít individuální, nebo skupinovou formu a dále arteterapii dělíme na arteterapii receptivní a expresivní

### Individuální arteterapie
Arteterapii je možné, stejně jako většinu dalších terapií, provozovat individuálně, ať už je to kvůli preferenci klienta, či z jiného důvodu (individuální forma arteterapie je vhodná například pro klienty, kteří by mohli při skupinové arteterapii negativně ovlivňovat ostatní členy skupiny). Počet terapeutů, kteří se věnují arteterapii, či alespoň zařazují do terapie některé z arteterapeutických metod stále roste. Některé arteterapeutické techniky se tedy začínají čím dál častěji objevovat při běžných terapeutických sezeních.

### Skupinová arteterapie
Ve skupinové arteterapii je jedním z hlavních cílů (stejně jako v individuální arteterapii) vyjádření pocitů, myšlenek, vzpomínek a věcí, které jsou pro pacienta obtížné, pomocí kreativní činnosti. Klíčové pro skupinovou arteterapii je možnost sdílení s ostatními, společná reflexe, porozumění ostatním a podpora, které se klientovi dostává od ostatních . Pro kvalitní skupinovou práci je nutné, aby se klienti ve skupině cítili komfortně a mohli s ostatními otevřeně sdílet vše, co potřebují. Právě proto bývají arteterapeutické skupiny uzavřené, tedy skládající se ze stejných členů během všech sezení.

### Receptivní arteterapie
V tomto typu arteterapie se pracuje s již vytvořeným artefaktem. Klient tudíž není aktivně zapojen do tvůrčího procesu. Příkladem může být například návštěva galerií, prohlížení uměleckých fotografií a mnoho dalších. Arteterapeutický proces pak závisí na tom, jak umění na klienta působí . Umělecké dílo může v jedinci vyvolat řadu pocitů, myšlenek, vzpomínek a dalších asociací, s čímž se v arteterapeutickém procesu dále pracuje. Při receptivní arteterapii si také klient sám může zvolit obrazy, které přinese na arteterapeutické setkání či si vybírá z obrazů, které má k dispozici terapeut. Poté následuje rozhovor o vybraných dílech, který by měl vést k bližšímu poznání sebe sama, či pochopení druhých. Tento přístup může být vhodný například pro klienty, kteří se necítí komfortně něco sami tvořit, či nejsou schopni dané téma/myšlenky/pocity vyjádřit svou vlastní tvorbou a tak využijí tvorbu někoho jiného .

### Expresivní arteterapie
V expresivní arteterapii je klient aktivně zapojen do tvůrčího procesu. Proces tvoření poskytuje klientovi neverbální přístup k myšlenkám, zážitkům, osobní historii atd. a umožňuje tak nový pohled na dění v jeho životě a s tím spojené hlubší sebepoznání .

## Metody arteterapie[4]

### „Rozcvička“
Pěti až deseti minutový program, během kterého se klient s určitým typem exprese skrze kreativní činnost. Většinou se jedná o jednoduchou činnost, během které se člověk zklidní a psychicky se připraví na komplexnější metody, kterého čekají.

### Mindfulness
Klient je vyzván, aby se plně soustředil na to co teď zažívá, co cítí. Po pár minutách je klient vyzván, aby ztvárnil na papíře, jak se cítil a co všechno vnímal. Tato metoda je uklidňující a pomáhá například se zvládáním stresu a úzkosti.

### Kreslení
Klient může kreslit tužkou, pastelkami, voskovkami, pastely či jinými uměleckými potřebami, které mu terapeut poskytne a většinou záleží na preferenci klienta, kterou techniku si zvolí. Kreslení dává klientovi možnost neverbálně vyjádřit své myšlenky, přání, sny,  pocity a obavy. Klient může nakreslit cokoli chce, nic není špatně. Klient buď může kreslit volně cokoli ho napadne, nebo může dostat bližší instrukce k tomu co má ztvárnit. Terapeut tedy může zadat různá témata a tím celé sezení více strukturovat. Poté následuje prostor pro reflexi, zpětnou vazbu (při skupinové terapii také od ostatních členů skupiny) a vyjádření ke svému výtvoru (při skupinové terapii také k výtvorům ostatních).

### Malování
Opět existuje velké množství uměleckých potřeb, se kterými klient může malovat. Mezi nejčastější patří například vodové barvy, akvarel či tempery. Malování poskytuje klientovi větší svobodu a spontánnost vyjádření. Klienti mohou více experimentovat s barvami a s různými technikami. Podobně jako při kreslení se může jednat buď o malování čehokoli, co klient chce, nebo může mít zadané určité téma. Poté opět následuje prostor pro reflexi a vyjádření se ke svému výtvoru (při skupinové terapii také k výtvorům ostatních).

### Koláže
Pro výrobu koláže může klient používat velké množství materiálů, nejběžnější jsou různé výstřižky z časopisů, novin, ale také kousky látky, fotografie, barevné lepicí pásky a mnoho dalších materiálů. Záleží na terapeutovi, jaké materiály klientovi poskytne. Také tvorba koláže může být nestrukturovaná (záleží pouze na klientovi co chce vytvořit), nebo strukturovaná (téma je zadané terapeutem). Pro terapeuta pak může být zajímavé pozorovat, jak klient koláž tvořil (zda má hodně prázdného místa, nebo naopak žádné, zda se jedná o precizní práci, zda jsou jednotlivé obrázky nějak organizovány atd.). Také po této technice klasicky probíhá diskuze a reflexe.

### Modelování
Modelování pomáhá vyjádření pocitů a nálad. Modelovat můžeme s plastelínou, různými modelovacími (například i po domácku vyrobenými) hmotami, nebo s keramikou, pokud k tomu má terapeut potřebné pomůcky (např. pec na vypalování). Práce s hlínou může být pro klienty velmi relaxační, ale je například také vhodná pro využití nadbytečné energie. Modelování umožňuje vytvářet 3D projekty, jakými jsou například různé sošky, figurky, zvířátka, ale také čistě abstraktní designy. Po dokončení modelování opět následuje diskuze a reflexe.

### Kombinace technik
Tvůrčí proces může být také kombinací různých technik a metod za použití různých materiálů. Tvořivosti se meze nekladou, tudíž existuje nepřeberné množství různých projektů, metod a také materiálů, které lze využít pro vyjádření a hlubší sebepoznání.